# Collegio di Ruislip, Northwood and Pinner
Ruislip, Northwood and Pinner è un collegio elettorale situato nella Grande Londra, e rappresentato alla Camera dei comuni del Parlamento del Regno Unito. Elegge un membro del parlamento con il sistema first-past-the-post, ossia maggioritario a turno unico; l'attuale parlamentare è David Simmonds del Partito Conservatore, che rappresenta il collegio dal 2019.

## Estensione

Ruislip, Northwood and Pinner dal 2010 al 2024

A seguito della quinta revisione dei collegi di Westminster redatta dalla Boundary Commission for England, in occasione delle elezioni generali del 2010 venne creato il nuovo collegio di Ruislip, Northwood and Pinner. Comprendeva parti dell'allora collegio di Harrow West e molta parte dell'abolito collegio di Ruislip-Northwood.
Il collegio dal 2010 al 2024 è stato costituito dai seguenti ward elettorali: 
- Eastcote and East Ruislip, Harefield, Ickenham, Northwood, Northwood Hills, West Ruislip, nel borgo londinese di Hillingdon;
- Hatch End, Pinner, Pinner South, nel borgo londinese di Harrow.

Dal 2024 è costituito dai seguenti ward:
- Eastcote; Harefield Village; Northwood; Northwood Hills e Ruislip nel borgo londinese di Hillingdon;
- Hatch End; Pinner e Pinner South nel borgo londinese di Harrow.[1]

L'unico altro collegio dell'Inghilterra con tre località incluse nel nome è stato, fino al 2024, Normanton, Pontefract and Castleford, nello Yorkshire, sostituito dal 2024 da Pontefract, Castleford and Knottingley.

## Membri del parlamento
| Elezione | Elezione       | Deputato  | Partito      |
| -------- | -------------- | --------- | ------------ |
|          | 2010           | Nick Hurd | Conservatore |
| 2019     | David Simmonds |           | Conservatore |

## Elezioni

### Elezioni negli anni 2020
| Partito                    | Partito                                   | Candidato                  | Risultati 4 luglio 2024 | Risultati 4 luglio 2024 |
| Partito                    | Partito                                   | Candidato                  | Voti                    | %                       |
| -------------------------- | ----------------------------------------- | -------------------------- | ----------------------- | ----------------------- |
|                            | Conservatore                              | David Simmonds             | 21 366                  | 45,37                   |
|                            | Laburista                                 | Tony Gill                  | 13 785                  | 29,27                   |
|                            | Reform UK                                 | Ian Price                  | 4 671                   | 9,92                    |
|                            | Lib Dem                                   | Jonathan Banks             | 4 343                   | 9,22                    |
|                            | Verdi                                     | Jess Lee                   | 2 926                   | 6,21                    |
|                            |                                           |                            |                         |                         |
| Iscritti                   | Iscritti                                  | Iscritti                   | 71 683                  | 100,00                  |
| ↳ Votanti (% su iscritti)  | ↳ Votanti (% su iscritti)                 | ↳ Votanti (% su iscritti)  | 47 091                  | 65,69                   |
| ↳ Astenuti (% su iscritti) | ↳ Astenuti (% su iscritti)                | ↳ Astenuti (% su iscritti) | 24 592                  | 34,31                   |
|                            |                                           |                            |                         |                         |
|                            | Esito: collegio confermato a Conservatore |                            |                         |                         |

### Elezioni negli anni 2010
| Partito                    | Partito                                   | Candidato                  | Risultati 12 dicembre 2019 | Risultati 12 dicembre 2019 |
| Partito                    | Partito                                   | Candidato                  | Voti                       | %                          |
| -------------------------- | ----------------------------------------- | -------------------------- | -------------------------- | -------------------------- |
|                            | Conservatore                              | David Simmonds             | 29 391                     | 55,56                      |
|                            | Laburista                                 | Peymana Assad              | 12 997                     | 24,57                      |
|                            | Lib Dem                                   | Jonathan Banks             | 7 986                      | 15,10                      |
|                            | Verdi                                     | Sarah Green                | 1 646                      | 3,11                       |
|                            | Animal Welfare                            | Femy Amin                  | 325                        | 0,61                       |
|                            | Indipendente                              | Tracy Blackwell            | 295                        | 0,56                       |
|                            | Indipendente                              | Julian Wilson              | 264                        | 0,50                       |
|                            |                                           |                            |                            |                            |
| Iscritti                   | Iscritti                                  | Iscritti                   | 73 389                     | 100,00                     |
| ↳ Votanti (% su iscritti)  | ↳ Votanti (% su iscritti)                 | ↳ Votanti (% su iscritti)  | 52 904                     | 72,09                      |
| ↳ Astenuti (% su iscritti) | ↳ Astenuti (% su iscritti)                | ↳ Astenuti (% su iscritti) | 20 485                     | 27,91                      |
|                            |                                           |                            |                            |                            |
|                            | Esito: collegio confermato a Conservatore |                            |                            |                            |

| Partito                    | Partito                                   | Candidato                  | Risultati 8 giugno 2017 | Risultati 8 giugno 2017 |
| Partito                    | Partito                                   | Candidato                  | Voti                    | %                       |
| -------------------------- | ----------------------------------------- | -------------------------- | ----------------------- | ----------------------- |
|                            | Conservatore                              | Nick Hurd                  | 30 555                  | 57,24                   |
|                            | Laburista                                 | Rebecca Lury               | 16 575                  | 31,05                   |
|                            | Lib Dem                                   | Alexander Cunliffe         | 3 813                   | 7,14                    |
|                            | Verdi                                     | Sarah Green                | 1 268                   | 2,38                    |
|                            | UKIP                                      | Richard Braine             | 1 171                   | 2,19                    |
|                            |                                           |                            |                         |                         |
| Iscritti                   | Iscritti                                  | Iscritti                   | 73 226                  | 100,00                  |
| ↳ Votanti (% su iscritti)  | ↳ Votanti (% su iscritti)                 | ↳ Votanti (% su iscritti)  | 53 382                  | 72,90                   |
| ↳ Astenuti (% su iscritti) | ↳ Astenuti (% su iscritti)                | ↳ Astenuti (% su iscritti) | 19 844                  | 27,10                   |
|                            |                                           |                            |                         |                         |
|                            | Esito: collegio confermato a Conservatore |                            |                         |                         |

| Partito                    | Partito                                   | Candidato                  | Risultati 7 maggio 2015 | Risultati 7 maggio 2015 |
| Partito                    | Partito                                   | Candidato                  | Voti                    | %                       |
| -------------------------- | ----------------------------------------- | -------------------------- | ----------------------- | ----------------------- |
|                            | Conservatore                              | Nick Hurd                  | 30 521                  | 59,59                   |
|                            | Laburista                                 | Michael Borio              | 10 297                  | 20,10                   |
|                            | UKIP                                      | Gerard Barry               | 5 598                   | 10,93                   |
|                            | Lib Dem                                   | Josh Dixon                 | 2 537                   | 4,95                    |
|                            | Verdi                                     | Karen Pillai               | 1 801                   | 3,52                    |
|                            | TUSC                                      | Wally Kennedy              | 302                     | 0,59                    |
|                            | Nazionale Liberale                        | Sockalingam Yogalingam     | 166                     | 0,32                    |
|                            |                                           |                            |                         |                         |
| Iscritti                   | Iscritti                                  | Iscritti                   | 73 174                  | 100,00                  |
| ↳ Votanti (% su iscritti)  | ↳ Votanti (% su iscritti)                 | ↳ Votanti (% su iscritti)  | 51 222                  | 70,00                   |
| ↳ Astenuti (% su iscritti) | ↳ Astenuti (% su iscritti)                | ↳ Astenuti (% su iscritti) | 21 952                  | 30,00                   |
|                            |                                           |                            |                         |                         |
|                            | Esito: collegio confermato a Conservatore |                            |                         |                         |

| Partito                    | Partito                                         | Candidato                  | Risultati 6 maggio 2010 | Risultati 6 maggio 2010 |
| Partito                    | Partito                                         | Candidato                  | Voti                    | %                       |
| -------------------------- | ----------------------------------------------- | -------------------------- | ----------------------- | ----------------------- |
|                            | Conservatore                                    | Nick Hurd                  | 28 866                  | 57,50                   |
|                            | Laburista                                       | Anita McDonald             | 9 806                   | 19,53                   |
|                            | Lib Dem                                         | Thomas Papworth            | 8 345                   | 16,62                   |
|                            | UKIP                                            | Jason Pontey               | 1 351                   | 2,69                    |
|                            | Fronte Nazionale                                | Ian Edward                 | 899                     | 1,79                    |
|                            | Verdi                                           | Graham Lee                 | 740                     | 1,47                    |
|                            | Cristiano                                       | Ruby Akhtar                | 198                     | 0,39                    |
|                            |                                                 |                            |                         |                         |
| Iscritti                   | Iscritti                                        | Iscritti                   | 70 911                  | 100,00                  |
| ↳ Votanti (% su iscritti)  | ↳ Votanti (% su iscritti)                       | ↳ Votanti (% su iscritti)  | 50 205                  | 70,80                   |
| ↳ Astenuti (% su iscritti) | ↳ Astenuti (% su iscritti)                      | ↳ Astenuti (% su iscritti) | 20 706                  | 29,20                   |
|                            |                                                 |                            |                         |                         |
|                            | Esito: collegio a Conservatore (nuovo collegio) |                            |                         |                         |

## Risultati dei referendum

### Referendum sulla permanenza del Regno Unito nell'Unione europea del 2016
|             | Collegio                      | Lasciare UE % | Rimanere in UE % |
| ----------- | ----------------------------- | ------------- | ---------------- |
|             | Ruislip, Northwood and Pinner | 49,0%         | 51,0%            |
|             | Inghilterra                   | 53,3%         | 46,7%            |
| Regno Unito | 51,9%                         | 48,1%         |                  |